# Châteaux de la Vallée d'Aoste
Les châteaux valdôtains sont nombreux et importants, et témoignent du passé illustre de cette petite région montagneuse, comme voie de passage alpine. 
Ces châteaux, auxquels est indissociablement liée l'histoire de la Vallée d'Aoste, autrefois principal moyen de défense, sont aujourd'hui une des plus importantes richesses de la plus petite région italienne. En dépit de ses dimensions, en la parcourant on peut trouver presque un château dans chaque village, dont la plupart ont été bien conservés, et constituent une des majeures attractions touristiques. 
Le château le plus connu est sans doute celui de Fénis.
Au cours des siècles, les châteaux valdôtains ont évolué : à l'origine ils servaient de bastions de défense, comme les Tours en général, remontant au IIe millénaire. Par la suite, les familles nobiliaires locales ont de plus en plus cherché à montrer leur richesse et leur autorité par leurs châteaux, c'est le cas de Fénis et d'Issogne. En ce qui concerne le Château Savoie à Gressoney-Saint-Jean (XIXe siècle), il répond à un désir de souvenir des gloires passées. 